# Megalomyrmex cyendyra
Megalomyrmex cyendyra är en myrart som beskrevs av Brandao 1990. Megalomyrmex cyendyra ingår i släktet Megalomyrmex och familjen myror. Inga underarter finns listade i Catalogue of Life.